# Географія Білорусі

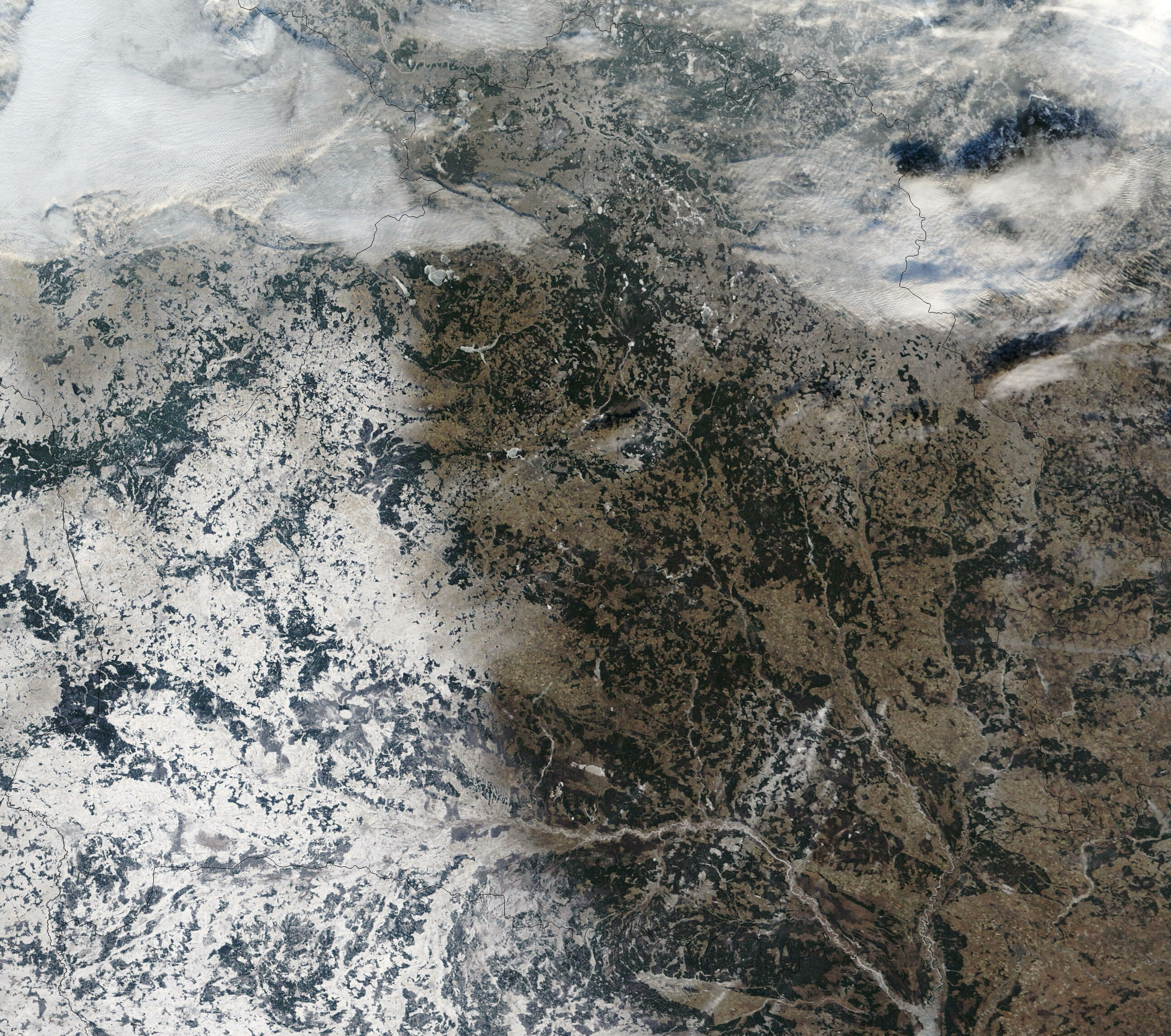
Білорусь із космосу, грудень 2002 року

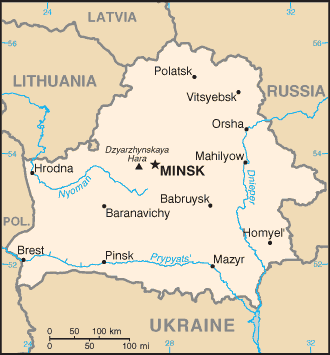

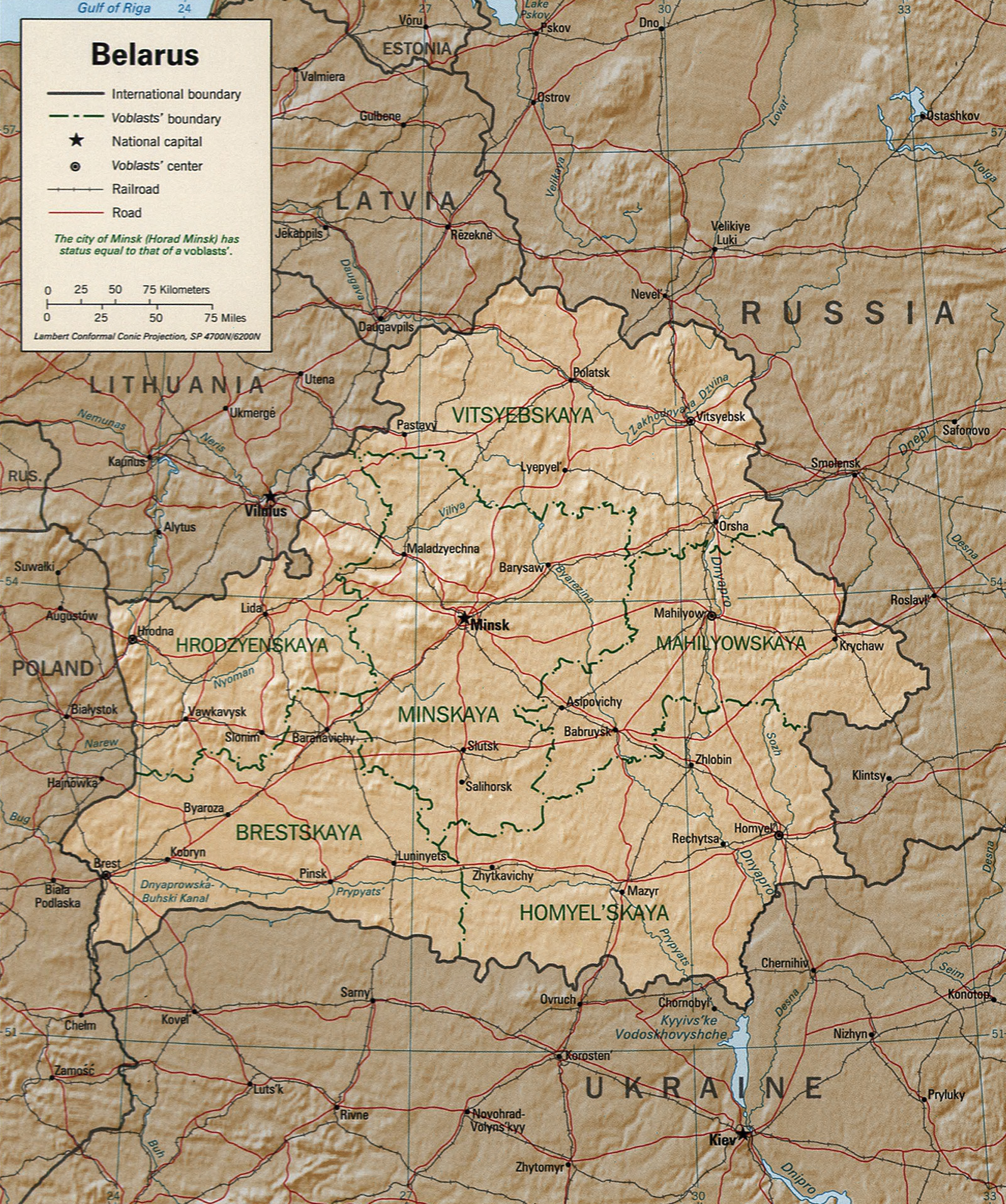
Детальна карта Білорусі

Білорусь — держава у східній Європі, що утворилася внаслідок розпаду СРСР у 1991 році. Межує на заході з Польщею, на північному заході — з Литвою і Латвією, на сході і північному сході — з Росією, на півдні — з Україною. Площа території: загальна — 207 600 км². Довжина з півночі на південь — 560 км (350 миль), зі сходу на захід — 650 км (460 миль).

## Назва
Етимологія назви країни Білорусь, Біла Русь (біл. Беларусь) пов'язана із стародавньою назвою однієї з областей Великого Князівства Литовського (поряд з Чорною та Червоною). Кольори в монгольській і татарській культурі, яка можливо вплинула на назву цієї землі, відповідають сторонам світу (чорний або синій — північ, червоний — південь, білий — захід, зелений — схід й жовтий — центр). Існують і менш імовірні гіпотези про так звану Балтську Русь (балтськими мовами балт означає білий) і Білу у сенсі вільну від монголо-татарської навали.

## Розташування
Межує на заході з Польщею (605 км), на північному заході — з Литвою (502 км) і Латвією (141 км), на сході і північному сході — з Росією (959 км), на півдні — з Україною (891 км).

## Рельєф
Велика частина території країни — рівнинна, із численними слідами льодовикової діяльності. На північному-заході — система моренних пасом (Свенцянська, Браславьська й Освейська височини), які є частинами Балтійського моренного пасма. Між моренними пасмами — заболочені низовини (Німанська, Полоцька та інші). Із заходу на схід простягається Білоруське пасмо (гора Дзержинська висота до 345 м — найвища точка Білорусі). На півдні — низинне Білоруське Полісся.
Найвища точка — гора Дзержинська у Мінській області (345 м над рівнем моря).
Найнижча точка — долина Німану в Гродненській області (80-90 м над рівнем моря).

## Гідрографія

### Річки
У Білорусі налічується близько 20 800 річок. Основні річки: Дніпро (із притоками Березина, Прип'ять, Сож), Західна Двіна, Німан (із притокою Няріс), Західний Буг.
Річкову мережу доповнюють штучні канали: Огінський, Августовський, Березинська водна система, Дніпровсько-Бузький (судноплавний). У 1971 році побудована Вілейсько-Мінська водна система.

### Озера
У країні близько 10 780 озер. Найбільші озера: (Нароч (79,6 км²), Освейське (52,8 км²), Червоне (43,7 км²), Лукомльське (37,7 км²), Дрісвяти (44,8 км²) та ін.). Є водосховища (Вілейське (73,6 км²), Заславльське (31,1 км²), Чижовське, Комсомольське та інші).

### Болота

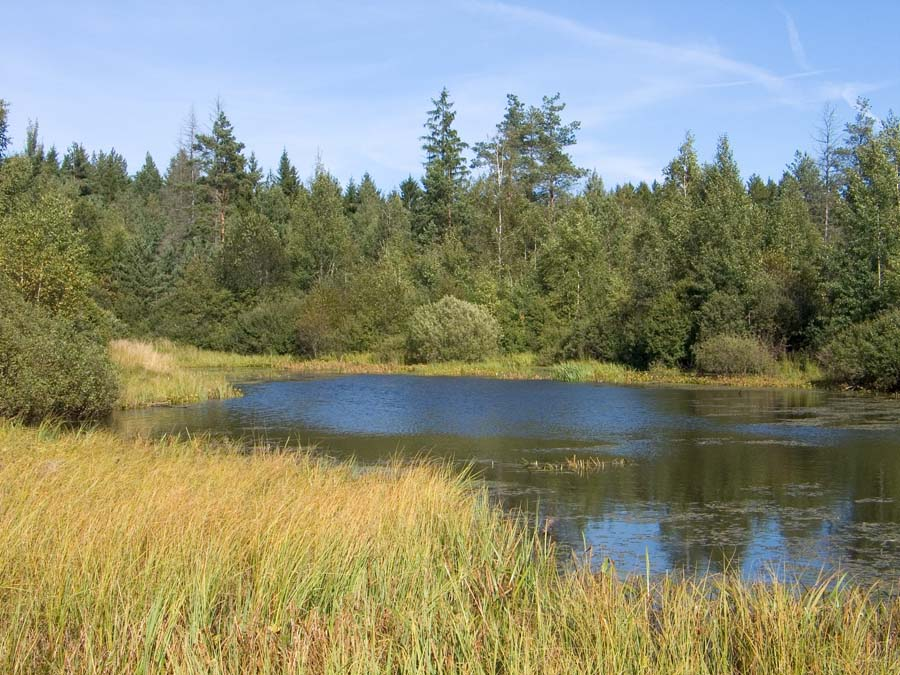
Болото біля Мінська

Більше 1/3 території займають болота, головним чином розповсюджені у Поліссі. У державі розвинута меліоративна система осушення земель. На межі з Україною міститься найбільший у Європі комплекс перехідних і низинних боліт Ольманські болота.

## Рослинність
Ліси займають 37 % території країни. По своєму складу більшість з них мішані ліси. Майже 2/3 лісовкритої площі становлять хвойні породи (сосна, ялина); на півдні поширені дуб, граб, клен, ясен.

## Охорона природи
На території Білорусі — частина Біловезької пущі, Березинський та Прип'ятський заповідники.